# Funkstown
Funkstown – miasto w Stanach Zjednoczonych, w stanie Maryland, w hrabstwie Washington.